# Brayden Point
Brayden Point (né le 13 mars 1996 à Calgary dans la province de l'Alberta au Canada) est un joueur professionnel canadien de hockey sur glace. Il évolue au poste d'attaquant.

## Biographie

### Carrière en club
En 2011-2012, il commence sa carrière junior avec les Eagles de Canmore dans la Ligue de hockey junior de l'Alberta puis rejoint les Warriors de Moose Jaw dans la Ligue de hockey de l'Ouest. Il est choisi au troisième tour, en 79e position par le Lightning de Tampa Bay lors du repêchage d'entrée dans la LNH 2014. Il est nommé capitaine des Warriors en 2014. Il joue ses premiers matchs professionnels en 2015 avec le Crunch de Syracuse, club ferme du Lightning dans la Ligue américaine de hockey. Le 13 octobre 2016, il joue son premier match dans la Ligue nationale de hockey avec le Lightning face aux Red Wings de Détroit. Deux jours plus tard, il récolte son premier point dans la LNH une passe décisive face aux Devils du New Jersey. Le 5 novembre 2016, il marque son premier but face aux Devils.
Il remporte la coupe Stanley en 2020 avec Tampa Bay. Il marque le but victorieux lors du sixième match de la finale face aux Stars de Dallas.
Un an plus tard, il ajoute une deuxième coupe Stanley à son palmarès.

### Carrière internationale
Il représente l'équipe du Canada au niveau international. Il prend part aux sélections jeunes.

## Statistiques

### En club
| Saison     | Équipe                 | Ligue      |     | Saison régulière | Saison régulière | Saison régulière | Saison régulière | Saison régulière |    | Séries éliminatoires | Séries éliminatoires | Séries éliminatoires | Séries éliminatoires | Séries éliminatoires |
| Saison     | Équipe                 | Ligue      | PJ  | B                | A                | Pts              | Pun              | PJ               | B  | A                    | Pts                  | Pun                  |                      |                      |
| 2011-2012  | Eagles de Canmore      | LHJA       | 4   | 2                | 2                | 4                | 0                | -                | -  | -                    | -                    | -                    |                      |                      |
| 2011-2012  | Warriors de Moose Jaw  | LHOu       | 5   | 1                | 0                | 1                | 0                | 14               | 7  | 3                    | 10                   | 2                    |                      |                      |
| 2012-2013  | Warriors de Moose Jaw  | LHOu       | 67  | 24               | 33               | 57               | 26               | -                | -  | -                    | -                    | -                    |                      |                      |
| 2013-2014  | Warriors de Moose Jaw  | LHOu       | 72  | 36               | 55               | 91               | 53               | -                | -  | -                    | -                    | -                    |                      |                      |
| 2014-2015  | Warriors de Moose Jaw  | LHOu       | 60  | 38               | 49               | 87               | 46               | -                | -  | -                    | -                    | -                    |                      |                      |
| 2014-2015  | Crunch de Syracuse     | LAH        | 9   | 2                | 2                | 4                | 2                | 2                | 0  | 0                    | 0                    | 0                    |                      |                      |
| 2015-2016  | Warriors de Moose Jaw  | LHOu       | 48  | 35               | 53               | 88               | 36               | 10               | 6  | 10                   | 16                   | 10                   |                      |                      |
| 2016-2017  | Lightning de Tampa Bay | LNH        | 68  | 18               | 22               | 40               | 14               | -                | -  | -                    | -                    | -                    |                      |                      |
| 2018-2019  | Lightning de Tampa Bay | LNH        | 79  | 41               | 51               | 92               | 28               | 4                | 1  | 0                    | 1                    | 5                    |                      |                      |
| 2019-2020  | Lightning de Tampa Bay | LNH        | 66  | 25               | 39               | 64               | 11               | 23               | 14 | 19                   | 33                   | 10                   |                      |                      |
| 2020-2021  | Lightning de Tampa Bay | LNH        | 56  | 23               | 25               | 48               | 11               | 23               | 14 | 9                    | 23                   | 8                    |                      |                      |
| 2021-2022  | Lightning de Tampa Bay | LNH        | 66  | 28               | 30               | 58               | 33               | 9                | 2  | 3                    | 5                    | 4                    |                      |                      |
| 2022-2023  | Lightning de Tampa Bay | LNH        | 82  | 51               | 44               | 95               | 7                | 6                | 2  | 2                    | 4                    | 2                    |                      |                      |
| 2023-2024  | Lightning de Tampa Bay | LNH        | 81  | 46               | 44               | 90               | 14               | 5                | 2  | 3                    | 5                    | 2                    |                      |                      |
| Totaux LNH | Totaux LNH             | Totaux LNH | 580 | 264              | 289              | 553              | 142              | 87               | 42 | 45                   | 87                   | 41                   |                      |                      |

### En équipe nationale

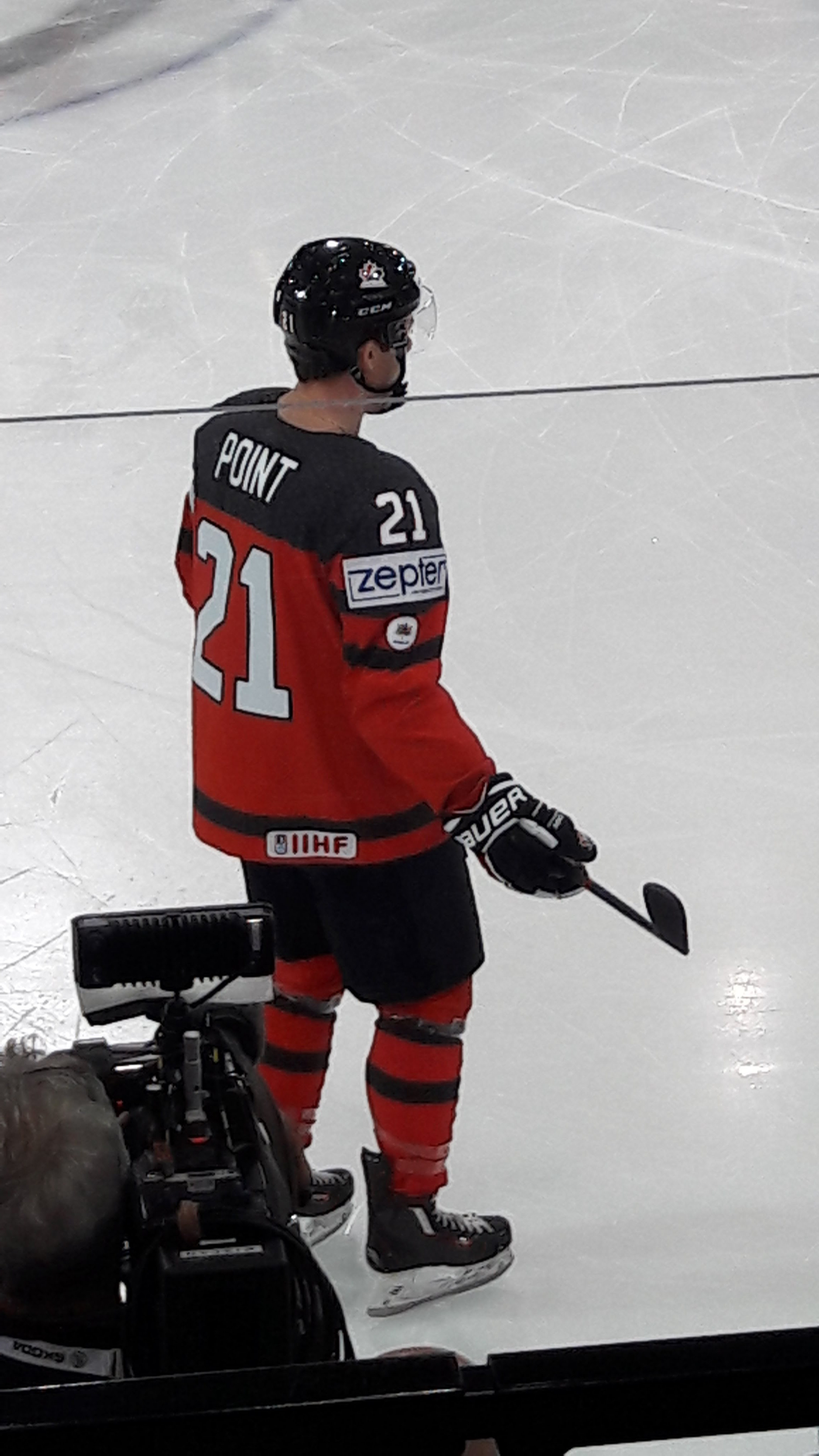
Brayden Point lors du match France / Canada le 11 mai 2017.

| Année | Équipe         | Compétition                  |    | PJ | B | A | Pts | Pun | +/-                |  | Résultat |
| 2014  | Canada -18 ans | Championnat du monde -18 ans | 4  | 0  | 2 | 2 | 2   | +1  | Médaille de bronze |  |          |
| 2015  | Canada junior  | Championnat du monde junior  | 7  | 2  | 2 | 4 | 4   | +6  | Médaille d'or      |  |          |
| 2016  | Canada junior  | Championnat du monde junior  | 5  | 1  | 4 | 5 | 0   | 0   | 6e place           |  |          |
| 2017  | Canada         | Championnat du monde         | 10 | 4  | 1 | 5 | 0   | +7  | Médaille d'argent  |  |          |
| 2025  | Canada         | Confrontation des 4 nations  | 4  | 1  | 1 | 2 | 0   | +2  | Vainqueur          |  |          |

## Trophées et honneurs personnels

### Ligue nationale de hockey
- 2017-2018 : participe au 63e Match des étoiles de la LNH
- 2019-2020 : vainqueur de la coupe Stanley avec le Lightning de Tampa Bay (1)
- 2020-2021 : vainqueur de la coupe Stanley avec le Lightning de Tampa Bay (2)